# Dastardly and Muttley in Their Flying Machines
Dastardly and Muttley in Their Flying Machines (ou simplesmente Dastardly and Muttley no Reino Unido e Irlanda) é uma série de animação americana produzida pela Hanna-Barbera Productions, e uma história derivada de Wacky Races. O programa foi originalmente transmitido como um desenho animado nas manhãs de sábado, sendo exibido de 13 de setembro de 1969 a 3 de janeiro de 1970, na CBS. O programa se concentra nos esforços de Dick Vigarista e seu companheiro canino Muttley para capturar Yankee Doodle, um pombo-correio que carrega mensagens secretas. O título é uma referência ao filme e à música Those Magnificent Men in Their Flying Machines.
O título provisório original do show era Stop That Pigeon. A animada e memorável música tema de William Hanna e Joseph Barbera (baseada no padrão de jazz "Tiger Rag") tem um refrão que repete a frase "stop the pigeon" ("peguem o pombo") sete vezes seguidas.